# 8 juillet
Pour les articles homonymes, voir Huit-Juillet.
8 juin 8 août
Chronologies thématiques
- Croisades
- Ferroviaires
- Sports
- Disney
- Anarchisme
- Catholicisme

Abréviations / Voir aussi
- (° 1852) = né en 1852
- († 1885) = mort en 1885
- a.s. = calendrier julien
- n.s. = calendrier grégorien
- Calendrier
- Calendrier perpétuel
- Liste de calendriers
- Naissances du jour

Le 8 juillet est le 189e jour de chaque année commune du calendrier grégorien, le 190e lorsqu'elle est bissextile ; il en reste ensuite 176.
Son équivalent était généralement le 20 messidor du calendrier républicain ou révolutionnaire français, officiellement dénommé jour du parc.

## Événements

### Iersiècle
19 : formation de l'île Thia près de Délos , à l'occasion d'un tremblement de terre frappant plusieurs villes d'Asie dont Éphèse et Nicéphore.

### Vesiècle
452 : le pape catholique Léon Ier rencontre le chef conquérant des Huns Attila.

### XIVesiècle
1343 : traité de Kalisz.

### XVesiècle
1497 : départ de la première expédition du navigateur portugais Vasco de Gama.

### XVIIIesiècle
- 1709 : bataille de Poltava.
- 1758 : bataille de Fort Carillon.
- 1760 : fin de la bataille de la Ristigouche.

### XIXesiècle
- 1814 : le roi Louis XVIII de France annule le changement de noms de communes françaises imposé pendant la Révolution[4].
- 1853 : arrivée des Navires noirs du Commodore Perry en baie de Tokyo, à Uraga.
- 1859 : Charles XV de Suède devient roi de Suède, et de Norvège, sous l'autre quantième de Charles IV.

### XXesiècle
- 1962 : messe solennelle pour la paix, en la Cathédrale de Reims.
- 1986 : destitution du Premier ministre Mohamed Mzali, en Tunisie.

### XXIesiècle
- 2011 : résolution n°1996 du Conseil de sécurité des Nations unies (rapports du secrétaire général sur le Soudan).
- 2014 : Israël lance l'opération Bordure protectrice contre Gaza, une semaine après le meurtre de trois adolescents israéliens en juin 2014.
- 2017 : fin du sommet du G20 qui se tient à Hambourg en Allemagne.
- 2020 : le Premier ministre de Côte d'Ivoire Amadou Gon Coulibaly, également désigné par le président sortant Alassane Ouatara comme son candidat pour lui succéder lors de l'élection présidentielle à venir, meurt dans l'exercice de ses fonctions[5].
- 2023 : en Lettonie, Edgars Rinkēvičs  prend ses fonctions de Président de la République et devient en conséquence le premier chef d'État ouvertement homosexuel d'un pays de l'Union européenne[6].
- 2025 : la Cour pénale internationale délivre un mandat d'arrêt contre Haibatullah Akhundzada, dirigeant de l'Afghanistan[7].

## Sciences et techniques
19 : formation de l'île Thia près de Délos  (à l'occasion du séisme suivant).

## Économie et société
- 19 : tremblement de terre frappant plusieurs villes d'Asie dont Éphèse et Nicéphore[3].
- 1982 :  demi-finale RFA-France de coupe du monde de football stade Sanchez-Pijuan de Séville en Espagne andalouse, "sportivement tragique" pour l'équipe de France masculine dite parfois « nuit de Séville » (« Nacht von Sevilla » en allemand), l'un des matchs de football les plus "épiques" et à l'arbitrage des plus controversés de l'Histoire ;
- 1998 : demi-finale âpre France-Croatie de coupe du monde masculine de football (victoire finale 2-1 pour la France)
- 2018 :
  - début du sauvetage des enfants et de leur moniteur bloqués dans la grotte de Tham Luang[8] en Thaïlande.
  - déraillement d'un train à Çorlu en Turquie qui cause 24 morts et 318 blessés[9].

## Naissances

### XVesiècle
1478 : Gian Giorgio Trissino, écrivain et poète italien vénitien († 8 décembre 1550).

### XVIesiècle
1593 : Artemisia Gentileschi, peintre italienne († vers 1656).

### XVIIesiècle
1621 : Jean de La Fontaine, poète et fabuliste français († 13 avril 1695).

### XVIIIesiècle
- 1735 : Domenico Agostino Vandelli, naturaliste italien († 27 juin 1816).
- 1760 : Christian Kramp, mathématicien alsacien († 13 mai 1826).
- 1776 : Thérèse Garnier, artiste peintre française († après 1844)
- 1792 : Joseph Bates, homme d'Église américain († 19 mars 1872).

### XIXesiècle
- 1808 : George Robert Gray, zoologiste britannique († 6 mai 1872).
- 1817 : Louis Riffardeau de Rivière, homme politique français, sénateur du Cher entre 1876 et 1885 († 31 août 1890)
- 1829 : Pierre Alexis de Ponson du Terrail, écrivain français († 10 janvier 1871).
- 1831 : John Stith Pemberton, pharmacien américain († 16 août 1888).
- 1838 : Ferdinand von Zeppelin, militaire et ingénieur allemand († 8 mars 1917).
- 1839 : John Davison Rockefeller, homme d'affaires américain († 23 mai 1937).
- 1851 : Arthur Evans, archéologue britannique († 11 juillet 1941).
- 1857 : Alfred Binet, psychologue français, inventeur de la psychométrie († 18 octobre 1911).
- 1865 : Rita Strohl, pianiste et compositrice française († 27 mars 1941).
- 1867 : Käthe Kollwitz, peintre et sculptrice allemande († 22 avril 1945).
- 1875 : Rodolphe Archibald Reiss, criminologue suisse, pionnier de la police scientifique († 8 août 1929)
- 1885 : Paul Leni, cinéaste allemand († 2 septembre 1929).
- 1892 : Torsten Carleman, mathématicien suédois († 11 janvier 1949).
- 1894 : Claude-Henri Grignon, écrivain et pamphlétaire québécois († 3 avril 1976).
- 1900 : George Antheil, compositeur américain († 12 février 1959).

### XXesiècle
- 1906 : Philip Johnson, architecte américain († 25 janvier 2005).
- 1908 :
  - Louis Jordan, musicien de jazz américain († 4 février 1975).
  - Nelson Aldrich Rockefeller, homme politique américain, vice-président des États-Unis de 1974 à 1977 († 26 janvier 1979).
- 1914 : Billy Eckstine, trompettiste et chanteur de jazz américain († 8 mars 1993).
- 1917 :
  - Faye Emerson, actrice américaine († 9 mars 1983).
  - Roland Terrier, capitaine au long cours, compagnon de la Libération († 25 juillet 1976).
- 1919 : Walter Scheel, homme politique allemand, président de la RFA de 1974 à 1979 († 24 août 2016).
- 1920 : Godtfred Kirk Christiansen, industriel danois († 13 juillet 1995).
- 1921 : Edgar Morin (Edgar Nahoum dit), résistant, sociologue et philosophe français devenu centenaire.
- 1923 : 
  - Harrison Dillard, athlète américain spécialiste du sprint, quadruple champion olympique († 15 novembre 2019).
  - Maurice Horgues, chansonnier français († 10 avril 2002).
- 1924 : Johnnie Johnson, pianiste de blues américain († 13 avril 2005).
- 1925 :
  - Jean Cau, écrivain français († 18 juin 1993).
  - Marco Cé, cardinal italien, patriarche de Venise († 12 mai 2014).
- 1926 :
  - Elisabeth Kübler-Ross, psychiatre et auteure suisse-américaine († 24 août 2004).
  - David Malet Armstrong, philosophe australien († 13 mai 2014).
- 1928 : 
  - Finn Haunstoft, céiste danois, champion olympique († 15 mai 2008).
  - Mark Herron, acteur américain († 13 janvier 1996).
  - Yvon Péan, écrivain français († 27 janvier 2009).
- 1929 : Eberhardt Waechter, artiste lyrique autrichien († 29 mars 1992).
- 1930 : Jerry Vale, acteur et chanteur italo-américain († 18 mai 2014).
- 1931 : Reijo Frank, chanteur et pilote de moto finlandais († 17 mars 2017).
- 1932 :
  - Franca Raimondi, chanteuse italienne († 28 août 1988).
  - Jerry Vale, chanteur américain († 18 mai 2014).
- 1933 :
  - Georges Bout, footballeur français († 21 janvier 1987).
  - Jean Clottes, préhistorien français.
  - Antonio Lamer, juge en chef à la Cour suprême du Canada († 24 novembre 2007).
  - Jeff Nuttall, poète, essayiste, peintre, acteur, sculpteur, anarchiste et trompettiste de jazz britannique († 4 janvier 2004).
  - Peter Orlovsky, acteur et poète américain († 30 mai 2010).
- 1934 : 
  - Marty Feldman, acteur britannique († 2 décembre 1982).
  - Rodney Stark, sociologue des religions américain († 21 juillet 2022).
- 1935 :
  - Steve Lawrence, chanteur et acteur américain.
  - Vitali Sevastyanov (Виталий Иванович Севастьянов), cosmonaute russe († 5 avril 2010).
  - Nadia Tuéni, poétesse libanaise († 20 juin 1983).
- 1936 : Michel Henricot , peintre visionnaire Français († le 16 Février 2022)
- 1938 : Jacques Desrosiers, acteur québécois († 11 juin 1996).
- 1939 :Gilles Caron, photographe et reporter français de guerres († 5 avril 1970). 
  - Jacques Monestier, artiste français.
- 1940 : Masaaki Kaneko, lutteur japonais, champion olympique.
- 1941 : Michel Charasse, homme politique français, ministre du budget, sénateur élu d'Auvergne († 21 février 2020).
- 1942 : Louis Schweitzer, haut fonctionnaire et homme d'affaires français.
- 1944 : Jai Johanny Johanson (en), batteur et percussionniste américain du groupe The Allman Brothers Band.
- 1945 : Micheline Calmy-Rey, femme politique suisse.
- 1948 : Rita Brantalou (Jacques Pradel dit), fantaisiste musical français, la grande folle des émissions de Collaro[10],[11] († 20 juillet 2021).
- 1949 :
  - Jean-François Abramatic, informaticien français
  - Bernard Benyamin, journaliste, producteur et animateur de télévision français à l'origine du magazine "Envoyé spécial" avec Paul Nahon.
  - Michel Dumas, gardien de but professionnel de hockey sur glace canadien.
  - Dale Hoganson, joueur de hockey sur glace canadien.
- 1951 : Anjelica Huston, actrice américaine.
- 1952 : Jack Lambert, joueur américain de football américain.
- 1953 : Ferenc Kocsis, lutteur hongrois, champion olympique.
- 1956 : Millard Hampton, athlète américain spécialiste du sprint.
- 1957 : Mimie Mathy, actrice française.
- 1958 : Kevin Bacon, acteur américain.
- 1959 :
  - Robert Knepper, acteur américain.
  - Thierry Lentz, historien français.
  - Chat Silayan (Maria Rosario Silayan-Bailon dite), actrice philippine, élue Miss Univers Philippines 1980 († 23 avril 2006).
- 1961 :
  - Marie-France Bazzo, journaliste et animatrice de radio et de télévision québécoise.
  - Valérie Benguigui, actrice française († 2 septembre 2013).
  - Andrew Fletcher, musicien anglais du groupe Depeche Mode († 26 mai 2022).
- 1962 : Joan Osborne, auteur-compositeur et interprète américaine.
- 1963 :
  - Rocky Carroll, acteur américain.
  - Susan Chilcott, soprano britannique († 4 septembre 2003).
  - Michael Cuesta, réalisateur, scénariste et producteur américain.
- 1964 : Alekseï Goussarov (Алексей Васильевич Гусаров), défenseur de hockey sur glace russe.
- 1965 : Lee Tergesen, acteur américain.
- 1966 :
  - Ralf Altmeyer, virologue allemand.
  - Philippe Vasseur, acteur français.
- 1967 : 
  - Stéphane Belmondo, musicien français.
  - Seo Hyang-soon, archère sud-coréenne championne olympique.
- 1968 :
  - Billy Crudup, acteur américain.
  - Elizabeth Hinostroza, médecin et femme politique péruvienne.
  - Michael Weatherly, acteur américain.
- 1969 : Sugizo (Yasuhiro Sugihara - 杉原 康弘 - dit), musicien japonais.
- 1970 :
  - Sylvain Gaudreault, homme politique québécois, député, deux fois ministre et chef du Parti québécois depuis 2016.
  - Beck Hansen, chanteur, guitariste et auteur-compositeur américain.
  - Todd Martin, joueur de tennis américain.
- 1971 : 
  - Neil Jenkins, joueur de rugby gallois.
  - Henrik Blakskjær, skipper danois, champion olympique.
- 1972 : Karl Dykhuis, joueur de hockey sur glace canadien.
- 1974 : Marie Grozieux de Laguerenne, conseillère ès patrimoines de l'UNoFi auprès du notariat francilien, coautrice du Family Office en 2005 aux "Éditions du Siècle".
- 1975 :
  - Amara (Tuwuh Adijatitesih Amaranggana dite), actrice, mannequin et chanteuse indonésienne.
  - Claire Keim, actrice et chanteuse française.
  - Régis Laconi, pilote de moto français.
- 1976 : 
  - Staci Wilson, footballeuse américaine, championne olympique.
  - Wang Liping, marcheuse sportive chinoise, championne olympique.
- 1977 : Milo Ventimiglia, acteur américain.
- 1980 : Éric Chouinard, joueur de hockey sur glace canadien.
- 1981 :
  - Oka Antara, acteur et rappeur indonésien.
  - Anastasia Myskina (Анастасия Андреевна Мыскина), joueuse de tennis russe.
  - Kwak Tae-hwi (곽태휘), footballeur sud-coréen.
- 1982 :
  - Sophia Bush, actrice américaine.
  - Rich Peverley, joueur de hockey sur glace professionnel canadien.
  - Hakim Warrick, basketteur américain.
- 1984 : Youssef Sofiane (يوسف سُفيان), footballeur algérien.
- 1985 : Jamie Cook, guitariste britannique.
- 1986 :
  - Kaiane Aldorino, mannequin britannique, élue Miss Gibraltar 2009, puis Miss Monde 2009.
  - Kenza Farah (Farah Kenza Maouche dite), chanteuse franco-algérienne.
- 1988 :
  - Fanny Agostini, animatrice de télévision française.
  - Miki Roqué, footballeur espagnol († 24 juin 2012).
- 1990 : Kevin Trapp, footballeur allemand.
- 1992 :
  - Lubna Gourion, actrice française.
  - Son Heung-min (손흥민), footballeur sud-coréen.
  - Norman Nato, pilote automobile français.
- 1998 :
  - Maya Hawke, actrice américaine.
  - Jaden Smith, acteur américain.
- 1999 : Ashton Hagans, basketteur américain.

## Décès

### IXesiècle
- 810 : Pépin, l'un des fils de Charlemagne, baptisé Carloman et devenu à l'âge d'environ 4 ans roi d'Italie jusqu'à sa mort trentenaire (° 777).

### Xesiècle
- 975 : Edgar, roi d'Angleterre de 959 à 975 (° 943, cf. "saints du jour" infra).

### XIIesiècle
- 1115 : Pierre l'Ermite, religieux français (° vers 1053).
- 1134 : Raingarde de Semur, religieuse française (° vers 1075)[12].

### XIIIesiècle
- 1253 : Thibaut Ier, comte de Champagne puis roi de Navarre (° 30 mai 1201).

### XVIIesiècle
- 1617 : Léonora Dori dite Galigaï, dame italienne, confidente de Marie de Médicis (° 19 mai 1568).
- 1619 : Henri du Plessis de Richelieu, marquis de Richelieu issu de la noblesse d'épée française, d'ailleurs mort en duel, et frère aîné du cardinal de Richelieu (° entre 1578 et 1580).
- 1623 : Grégoire XV (Alessandro Ludovisi dit), 234e pape (° 9 janvier 1554).
- 1650 : Nicolas de Bellièvre, magistrat français (° 1583).
- 1695 : Christian Huygens, mathématicien néerlandais (° 14 avril 1629).

### XVIIIesiècle
- 1740 : Pierre Vigne, religieux français (° 20 août 1670).

### XIXesiècle
- 1821 : Hubert Goffin, mineur belge, devenu un héros pour avoir secouru des vies humaines (° 1771).
- 1822 : Percy Bysshe Shelley, poète britannique (° 4 août 1792).
- 1827 : Robert Surcouf, corsaire français (° 12 décembre 1773).
- 1873 : Franz Xaver Winterhalter, peintre et lithographe allemand (° 20 avril 1805).
- 1877 : Filippo de Angelis, prélat italien (° 16 avril 1792).
- 1886 : 
  - Joseph Hippolyte Guibert, prélat catholique français (° 13 décembre 1802).
  - Cora Pearl, demi-mondaine britannique (° 17 décembre 1836).
- 1889 : 
  - Charles de Bouillé, homme politique français (° 30 août 1816).
  - Florian Miładowski, compositeur polonais (° 4 mai 1819).

### XXesiècle
- 1908 : Maria Vlier, enseignante et historienne du Suriname (° 19 mars 1828).
- 1913 : Louis Hémon, écrivain français (° 12 octobre 1880).
- 1916 : Augustin Cochin, historien et philosophe français (° 22 décembre 1876).
- 1917 : Tom Thomson, peintre canadien (° 5 août 1877).
- 1933 : Anthony Hope, romancier britannique (° 9 février 1863).
- 1935 : Olivier-François Ameline, homme politique et industriel français (° 16 août 1862).
- 1943 : Jean Moulin, homme politique et résistant français (° 20 juin 1899).
- 1944 : Alfred Thimmesch, résistant français et juste parmi les nations (° 29 mai 1901).
- 1962 : Georges Bataille, écrivain français (° 10 septembre 1897).
- 1965 : Ernest Fisk, entrepreneur et homme d'affaires australien (° 8 août 1886).
- 1967 : Vivien Leigh, actrice britannique (° 5 novembre 1913).
- 1971 : Charlie Shavers, trompettiste américain (° 3 août 1917).
- 1978 : Antoinette Giroux, actrice québécoise (° 27 septembre 1903).
- 1979 :
  - Tommaso Landolfi, écrivain italien (° 9 août 1908).
  - Sin-Itiro Tomonaga (朝永 振一郎), physicien japonais, prix Nobel de physique en 1965 (° 31 mars 1906).
  - Michael Wilding, acteur britannique (° 23 juillet 1912).
  - Robert Burns Woodward, chimiste américain, prix Nobel de chimie en 1965 (° 10 avril 1917).
- 1982 : Isa Miranda, actrice italienne (° 5 juillet 1909).
- 1984 : Brassaï (Gyula Halász dit), photographe hongrois (° 9 septembre 1899).
- 1985 : Jean-Paul Le Chanois (Jean-Paul Dreyfus), réalisateur français (° 25 octobre 1909).
- 1986 : Hyman Rickover, admiral de l’United States Navy (° 27 janvier 1900).
- 1987 : Lionel Chevrier, homme politique canadien (° 2 avril 1903).
- 1990 : Howard Duff, acteur américain (° 24 novembre 1913).
- 1991 : James Franciscus, acteur et producteur américain (° 31 janvier 1934).
- 1994 :
  - Christian-Jaque (Christian Maudet dit), réalisateur français (° 4 septembre 1904).
  - Kim Il-sung (김일성), homme d’État nord-coréen, chef d'État de 1948 à sa mort (° 15 avril 1912).
  - Pierre Lacroix, dessinateur français de bandes dessinées, la majorité des albums de la série des "Bibi Fricotin" (° 6 février 1912).
  - Dick Sargent, acteur américain (° 19 avril 1930).
- 1997 : Georges Gay, cycliste sur route français (° 21 mars 1926).
- 1998 :
  - Lilí Álvarez, joueuse de tennis puis journaliste et écrivaine espagnole (° 9 mai 1905).
  - Jacques Chartron, haut fonctionnaire et homme politique français (° 19 juin 1922).
  - Pierre Garonnaire, footballeur puis recruteur français (° 1916).
  - Jacques Normand, fantaisiste, chanteur et animateur québécois (° 15 avril 1922).
- 1999 : Charles Conrad, astronaute américain, ayant foulé la Lune lors de la mission Apollo 12 (° 2 juin 1930).

### XXIesiècle
- 2001 : Michel Etevenon, collaborateur dans l'événementiel de spectacle, publicitaire, parrain et fondateur ès compétition(s) de voile (° 9 décembre 1920).
- 2005 : Maurice Baquet, musicien et acteur français (° 26 mai 1911).
- 2006 : June Allyson, actrice américaine (° 7 octobre 1917).
- 2007 :
  - Carlos Adriano de Jesus Soares, footballeur brésilien (° 10 avril 1984).
  - Jindřich Feld, compositeur de musique classique tchèque (° 19 février 1925).
  - Chandra Shekhar, homme politique indien, premier ministre de l'Inde entre 1990 et 1991 (° 1er juillet 1927).
- 2008 : John Templeton, homme d'affaires et philanthrope britannique (° 29 novembre 1912).
- 2010 : Gianni Bertini, peintre italien (° 31 août 1922).
- 2011 :
  - Kenny Baker, violoniste américain (° 26 juin 1926).
  - Roberts Blossom, acteur et poète américain (° 25 mars 1924).
  - Sam Denoff, acteur, compositeur, producteur et scénariste américain (° 1er juillet 1928).
  - Betty Ford (Elizabeth Ann Ford dite), première dame des États-Unis, veuve du président américain Gerald Ford (° 8 avril 1918).
  - Philippe Lemaire, avocat français (° 1934).
  - Adolfo Sánchez Vázquez, philosophe, écrivain et professeur mexicain (° 17 septembre 1915).
- 2012 :
  - Lionel Batiste, chanteur de jazz et percussionniste américain (° 1er février 1931).
  - Ernest Borgnine, acteur américain (° 24 janvier 1917).
- 2013 :
  - Joaquín Piña Batllevell, évêque espagnol (° 25 mai 1930).
  - Dave Hickson, footballeur britannique (° 30 octobre 1929).
  - Edmund S. Morgan, historien et professeur américain (° 17 janvier 1916).
  - Nadejda Popova, aviatrice russe, héroïne de l'Union Soviétique (° 27 décembre 1921).
- 2014 :
  - Plínio de Arruda Sampaio, avocat et homme politique brésilien (° 26 juillet 1930).
  - Vanna Bonta, romancière et poétesse américano-italienne (° 3 avril 1958).
  - Lajos Boross, violoniste tzigane hongrois (° 7 janvier 1925).
  - Jean-Claude Kella, criminel français (° 13 août 1945).
  - Dave Legeno, acteur britannique (° 12 octobre 1963).
  - Abraham Raubenheimer, homme politique sud-africain (° 12 octobre 1920).
- 2015 : 
  - Monique Joly, comédienne canadienne (° 11 janvier 1933).
  - Irwin Keyes, acteur américain (° 16 mars 1952).
  - Ernie Maresca, chanteur, compositeur et producteur de musique américain (° 21 août 1938).
  - Philippe Rochat, cuisinier suisse (° 29 novembre 1953).
  - Ken Stabler, joueur américain de football américain (° 25 décembre 1945).
  - Walter Van Gerven, avocat et juriste belge (° 11 mai 1935).
  - André Zirves, résistant et homme politique luxembourgeois (° 5 mars 1926).
- 2016 :
  - Gérard Bourgeois, compositeur et parolier français (° 17 juin 1936).
  - Abdul Sattar Edhi, philanthrope pakistanais (° 1er janvier 1928).
  - Paul-Jean Franceschini, écrivain, traducteur et essayiste français (° 1933).
  - William H. McNeill, historien et professeur d'université américain (° 31 octobre 1917).
  - Goldie Michelson, supercentenaire américaine (° 8 août 1902).
  - Jeffrey Nape, homme politique papou néo-guinéen (° 1951).
  - Jacques Rouffio, réalisateur français (° 14 août 1928).
- 2017 : Elsa Martinelli (Elsa Tia dite), actrice italienne (° 30 janvier 1935).
- 2020 : 
  - Jean-Claude Alibert, pilote de rallye français (° 19 août 1948).
  - Norman Allinger, chimiste numéricien et professeur américain (° 6 avril 1928).
  - Amadou Gon Coulibaly, premier ministre de Côte d'Ivoire en exercice et principal dauphin du président sortant Alassane Ouatara pour tenter de lui succéder lors de l'élection présidentielle en vue lors de son décès.
  - Naya Rivera, actrice et chanteuse américaine (° 12 janvier 1987).
- 2021 : 
  - Paul Birckel, homme d'affaires canadien (° 25 octobre 1938).
  - Claude Combes, biologiste et parasitologue français (° 22 juillet 1935).
  - Ricardo Costa, réalisateur producteur portugais (° 25 janvier 1940).
  - Adrian Metcalfe, athlète de sprint britannique (° 2 mars 1942).
  - Bryan Watson, hockeyeur sur glace canadien (° 14 novembre 1942).
- 2022 : 
  - Shinzō Abe, ancien premier ministre du Japon par deux fois, assassiné lors d'un meeting sénatorial (° 21 septembre 1954).
  - Denis Brière, ingénieur forestier, professeur et administrateur canadien (° ? 1946).
  - Luis Echeverría, avocat, homme d'État et diplomate mexicain (° 17 janvier 1922).
  - Yvon Garlan, historien français (° 16 juillet 1933).
  - Gregory Itzin, acteur américain (° 20 avril 1948).
  - José Eduardo dos Santos, homme d'État angolais (° 28 août 1942).
  - Tony Sirico, acteur américain (° 29 juillet 1942).
  - Larry Storch, acteur et doubleur de voix américain (° 8 janvier 1923).
- 2023 :
  - Patrice Aouissi, boxeur français (° 24 février 1966).
  - Alain Besançon, historien et soviétologue français (° 25 avril 1932).
  - José Mattoso, historien médiéviste et un professeur d'université portugais (° 22 janvier 1933).
  - Evelyn M. Witkin, généticienne américaine (° 9 mars 1921).
- 2024 :
  - Marina Kondratieva, ballerine soviétique puis russe (° 1er février 1934).
  - Jacques Lafaye, historien, anthropologue, ethnologue, enseignant et écrivain français (° 21 mars 1930).
  - Sergio de Queiroz Duarte, diplomate brésilien (° 1934).
- 2025 : 
  - Paul Collowald, haut-fonctionnaire et journaliste français (° 24 juin 1923).
  - Edward D. DiPrete, homme politique américain (° 8 juillet 1934).
  - Christian Dorche, pilote de rallye français (° 27 janvier 1947).

## Célébration

### Régionaleet religieuse druidique puis chrétienne
Bretagne : date possible du 2e dimanche de juillet, entre 8 et 14 juillet (le dimanche 10 juillet en 2022) pour la petite troménie, à Locronan voire ailleurs, inscrite au patrimoine immatériel français.

### Saints des Églises chrétiennes

#### Saints catholiques et orthodoxes du jour
Référencés ci-après in fine, :
- Adrien III (+ 885), pape (109e)
- Ampèle (+ 672), évêque de Milan
- Auspice de Toul (+ 487), évêque de Toul
- Disen (VIIe siècle), fondateur d'un monastère en Rhénanie
- Doucelin, disciple de saint Martin
- Edgar d'Angleterre (943 - 975) dit « le Pacifique », le plus jeune fils d'Edmond Ier d'Angleterre.
- Glycère (IIe siècle), martyre à Héraclée.
- Grimbald († 903), moine dans la région d'Arras.
- Kilian de Wurtzbourg (+ 689), évêque et martyr en Thuringe.
- Kilian, Colman et Totnan († 689), évêque, prêtre et diacre irlandais, évangélisateurs de la Franconie, martyrs à Wurtzbourg.
- Priscille et Aquila, d'après le Nouveau Testament un couple de Juifs converti(s) aux christianisme, fêté le 14 juillet en Orient.
- Ithier de Nevers (VIIe siècle), évêque de Nevers.
- Landrade de Munsterbilzen (+ 690), moniale dans le Brabant.
- Morwenna (Ve siècle), ermite en Cornouailles.
- Palmerio (+ v. 303), martyr en Sardaigne.
- Pancrace de Taormina (Ier siècle), premier évêque de Taormina en Sicile.
- Procope d'Antioche (+ 303), martyr en Palestine.
- Sunniva de Selje (Xe siècle), irlandaise recluse en Norvège.

#### Saints et bienheureux catholiques du jour
référencés ci-après :
- Eugène III (+ 1153), bienheureux pape (165e)
- Mancius Araki (+ 1623), bienheureux martyr à Shimabara au Japon.
- Pierre l'Ermite (+ 1115), bienheureux prédicateur itinérant.
- Pierre Vigne (+ 1740), bienheureux religieux, fondateur des religieuses du Saint-Sacrement.
- Jean Wu Wenyin (+ 1900), catéchiste et martyr en Chine.
- Thibaut de Marly (XIIIe siècle) -ou « Thibault »-, abbé des Vaux de Cernay en Île-de-France.

#### Saints orthodoxes?
Outre les saints œcuméniques voire pré-schismatiques ci-avant, aux dates parfois "juliennes" / orientales ...
- Anastase de Ioannina (+ 1743), prêtre martyr.
- Procope de Lubeck (+ 1303), moine.
- Théophile le Myroblite (+ 1558), prédicateur et moine.

### Prénoms du jour
Bonne fête aux Thibaut, et ses variantes : Théobald, Thibaud, Thibault et Thiébaud aux masculins ; Théobaldine, Thibaude aux féminins.
Et aussi aux :
- Aquila,
- Edgar, et ses variantes : Eddie, Eddy (voir Édouard les 5 janvier), Edgard et Edgardo.
- Aux Killian, et ses variantes : Kelian, Kelan, Kelly, Kellyan, Kilian, Kilien, Kilian, Killien, Kyle, Kylian, Kyllian aux masculins ; et Kellia, Kellie, Kelly, Kellya, Kellyane, Kellyanne, Kellyne, Kelya, Killiane, Kylie aux féminins.
- Aux Landrade,
- Prescilla (voir les Prisca, Priscill(i)a des 18 janvier).

## Traditions et superstitions

### Dictons
- « À la saint-Edgar, on entend du coucou le dernier chant. »[15]
- « À la saint-Thibaut, sème tes raves, arrache tes aulx. »[16]

### Astrologie
Signe du zodiaque : 17e jour du signe astrologique du cancer.

## Toponymie
Les noms de plusieurs voies, places, sites ou édifices de pays ou régions francophones contiennent cette date sous différentes graphies : voir Huit-Juillet .